# XI Legislatura del País Valencià
La XI Legislatura del País Valencià va començar el 26 de juny de 2023, data en què es van constituir les noves Corts Valencianes arran de les eleccions de maig d'aquell mateix any.

## Eleccions
Les eleccions a les Corts Valencianes corresponents a la XI Legislatura es van celebrar el 28 de maig de 2023. El resultat d'aquestes eleccions va suposar la fi de la coalició de govern entre el Partit Socialista del País Valencià (PSPV), Compromís i Unides Podem (aquest no va obtindre representació en aquesta ocasió) que havia governat les darreres dues legislatures.
El Partit Popular (PP), liderat per Carlos Mazón, va guanyar les eleccions amb 881.893 vots (36,20%) i 40 escons, insuficients per a obtindre la majoria absoluta necessària per a governar en solitari. El 13 de juny es va anunciar un pacte de govern entre el PP i Vox, que havia obtingut 310.184 vots (12,73%) i 13 diputats. Carlos Flores, candidat i lider de Vox, quedava exclòs del Consell. Els dies previs s'havia fet pública la seua condemna a l'any 2002 per violència masclista. Flores no va prendre possessió com a diputat a les Corts i va encapçalar la llista de Vox per la circumscripció de València a les eleccions generals celebrades aquell mateix mes de juliol.
A l'oposició resten el PSPV, liderat per Ximo Puig amb amb 708.142 vots (29,07%) i 31 diputats, i Compromís, amb 357.989 vots (14,70%) i 15 diputats amb Joan Baldoví al capdavant.

## Institucions

### Corts Valencianes

#### Mesa de les Corts
La mesa de les Corts Valencianes, encarregada d'adoptar totes les decisions i les mesures per a l’organització del treball i el règim i el govern interiors de la cambra, així com elaborar i aprovar els Estatuts de govern i règim interior de les Corts Valencianes entre d'altres funcions, està integrada per la presidència de les Corts, dues vicepresidències i dues secretaries. La mesa d'edat (presidida pel diputat o diputada de major edat, a qui assisteixen com a secretaris el diputat i la diputada de menor edat) que va presidir inicialment la sessió constitutiva era la següent:
| Mesa d'edat de les Corts Valencianes en la sessió constitutiva de la XI legislatura (26 juny 2023) |         |                           |
| Càrrec                                                                                             | Titular | Titular                   |
| Presidència                                                                                        |         | Carlos Laguna Asensi      |
| Secretària                                                                                         |         | María José Calabuig Vanyó |
| Secretari                                                                                          |         | José Muñoz Salvador       |
| Font: Corts Valencianes                                                                            |         |                           |

La distribució de càrrecs de la Mesa de les Corts, que s'incorporà al pacte entre el PP i Vox, mantenia la majoria dels partits de dreta amb 3 dels 5 càrrecs d'aquest òrgan: la presidència per a Vox i la vicepresidència i secretaria primera per al PP. Els dos càrrecs restants per a l'oposició. En aquest punt el PSPV, en el procés de negociació amb la resta de partits polítics, no va considerar cedir a Compromís un lloc en la mesa i ocupar la vicepresidència i secretaria vacant amb dos diputats del seu grup. Però durant la votació es va produir una sorpresa d'última hora, ja que el PP va aportar els vots necessaris perquè Maria Josep Amigó, candidata de Compromís a la secretaria segona, n'obtinguera un més que la candidata socialista, Josefina Bueno. Una vegada finalitzada la votació, la mesa va quedar organitzada de la manera següent:
| Mesa de les Corts Valencianes de la XI Legislatura en el moment de la seua constitució (26 juny 2023) |         |                              |
| Càrrec                                                                                                | Titular | Titular                      |
| Presidència                                                                                           |         | Llanos Massó Linares         |
| Vicepresidència primera                                                                               |         | Alfredo Castelló Sáez        |
| Vicepresidència segona                                                                                |         | Gabriela Bravo Sanestanislao |
| Secretaria primera                                                                                    |         | Víctor Soler Beneyto         |
| Secretaria segona                                                                                     |         | Maria Josep Amigó Laguarda   |
| Font: Corts Valencianes                                                                               |         |                              |

#### Representació al Senat per designació
Una de les funcions que exerceixen les Corts Valencianes és la designació dels senadors i senadores que han de representar el País Valencià al Senat, d'acord amb la Constitució Espanyola i la Llei de designació de senadors o senadores en representació del País Valencià.
La votació del ple de les Corts Valencianes a tal efecte va tindre lloc el 27 de juliol de 2023. Els diputats d'Iniciativa del Poble Valencià no van participar en la votació del candidat de Compromís, Enric Morera, en senyal de protesta pel procés intern d'elecció, ja que el candidat havia de ser (segons aquesta formació) Carles Mulet.
| Resultat de la votació a les Corts Valencianes per a la designació de la representació al Senat espanyol |                             |                           |         |
| | Titulars                    | Suplents                  | Suports |
| | Gerardo Camps Devesa        | Carolina Salvador Moliner |         |
| Teresa María Belmonte Sánchez                                                                            | Rubén Moreno Palanques      |                           |         |
| Fernando Carbonell Tatay                                                                                 | María Teresa Cervera García |                           |         |
| | Ximo Puig i Ferrer          | Eva Redondo Gamero        |         |
| Rocío Briones Morales                                                                                    | Rafa Briet Seguí            |                           |         |
| | Enric Morera i Català       | Elsa Vilalta Fonfría      |         |
| Font: Corts Valencianes                                                                                  |                             |                           |         |

### Presidència de la Generalitat
La sessió d'investidura del president de la Generalitat Valenciana es va celebrar el 13 de juliol de 2023. El candidat popular Carlos Mazón va rebre el suport de 53 diputats (40 del PP i 13 de Vox), front als 46 vots en contra del PSPV (31) i Compromís (15).
| Resultat de la votació d'investidura del president de la Generalitat Valenciana |                                                          |      |    |    |    |    |         |
| Candidat                                                                        | Data                                                     | Vot  |    |    |    |    | Total   |
| Carlos Mazón (PP)                                                               | 13 de juliol de 2023 Majoria requerida: absoluta (50/99) | Sí   | 40 |    |    | 13 | 53 / 99 |
| Carlos Mazón (PP)                                                               | 13 de juliol de 2023 Majoria requerida: absoluta (50/99) | No   |    | 31 | 15 |    | 46 / 99 |
| Carlos Mazón (PP)                                                               | 13 de juliol de 2023 Majoria requerida: absoluta (50/99) | Abs. |    |    |    |    | 0 / 99  |

### Consell de la Generalitat
L'estructura i composició del Consell de la Generalitat es va conéixer el 19 de juliol de 2023, quan es van publicar al Diari Oficial de la Generalitat Valenciana els decrets de reorganització del Consell i de nomenament dels consellers i conselleres, els quals van prendre possessió dels seus càrrecs el mateix dia.
El govern presidit per Carlos Mazón, a més dels càrrecs nomenats pel PP, estarà conformat per 3 dirigents de Vox que gestionen la vicepresidència primera i conselleria de Cultura i Esports amb l'ex-torero Vicente Barrera al capdavant i les conselleries de Justícia i Interior i d'Agricultura, Ramaderia i Pesca. El PP gestiona les restants 6 conselleries, a més de la vicepresidència segona sota la figura de la consellera Susana Camarero, i la portaveu del Consell que recau en la consellera Ruth Merino.
La primera crisi de govern es produeix el juliol de 2024 amb la sortida de Vox del Consell el que suposarà la supressió d'una vicepresidència i la integració de la conselleria de Cultura amb Educació, així com la incorporació de dos nous consellers: Miguel Barrachina i Vicente Martínez Mus a Agricultura i a Medi Ambient i Infraestructures respectivament. Pocs mesos després, arran de la catàstrofe provocada per la Gota Freda a diverses comarques i la posterior gestió, Mazón destitueix a la consellera d'Interior Salomé Pradas i a d'Indústria Núria Montes per tal de reestructurar el seu govern.

## Cronologia

### Pacte PP-Vox
Vox s'integrà en el govern de Mazón amb una vicepresidència del Consell encarnada amb el torero Vicente Barrera i la presidència de les Corts per a la diputada antiavortista Llanos Massó.
L'11 de juliol de 2024 Vox va trencar el pactes de govern pel suport popular al repartiment a altres comunitats autònomes de menors migrants arribats a Canàries.

### Acció legislativa
Algunes de les primeres mesures del seu govern van ser eliminar mesures creades pel govern anterior com la reestructuració del sector públic empresarial, la dissolució de la Unitat Valenciana d'Emergències, i la modificació de la limitació de permetre la construcció d'hotels de 500 metres a 200 metres de la costa que establia el Pla d'Acció Territorial de la Infraestructura Verda del Litoral (PATIVEL).
Durant el seu govern va tenir lloc l'Incendi de València de 2024 que va causar deu víctimes mortals. i la Gota freda de 2024 al País Valencià, que va causar desenes de morts.
El 15 de novembre de 2024, durant la compareixença a les Corts Valencianes per a explicar la gestió de la catàstrofe va anunciar una crisi de govern per a abordar la gestió de la Gota freda de 2024 al País Valencià. El 18 de novembre va anunciar la destitució de Nuria Montes com a consellera d'Innovació, Indústria, Comerç i Turisme i la seua substitució per Marián Cano. El 19 de novembre anuncià el nomenament de Francisco José Gan Pampols, militar en la reserva, com a vicepresident de la Reconstrucció Econòmica i Social amb objectiu de centralitzar les accions destinades a la recuperació i normalització econòmica i social del País Valencià, i el 20 de novembre va destituir la consellera de Justícia i Interior, Salomé Pradas, divint la conselleria en la conselleria d'Emergències i Interior, dirigida per Juan Carlos Valderrama i la consellera de Justícia encapçalada per Núria Martínez.
El 20 de novembre de 2024 Alfred Costa va dimitir com a director general d'À Punt per otius personals, després que es fes públic que el president de la Generalitat va oferir a Maribel Vilaplana la direcció del mitjà.

#### Legislació contra la llengua valenciana
El govern de Mazón va modificar la llei d'educació, eliminant el coneixement per defecte de la llengua valenciana, i a la zona valencianoparlant fa que les famílies, i no el consell escolar com en la llei anterior, qui escolleixin la llengua vehicular per entre el 50 i el 60% de les matèries, i en cas de discrepància, si almenys el 25% de famílies hi estan a favor, es faria una doble línia.
El govern de Mazón va modificar la llei per a la corporació audiovisual del País Valencià permet el contingut en castellà a À Punt, i va establir el Pla de Simplificació Administrativa suprimint l'obligació de l'administració d'iniciar les comunicacions en valencià i reduint el requisit mínim del personal d'un títol C1 a un B1.